# Mannschaftsaufstellungen der Schacholympiade der Frauen 1984
Die Tabellen nennen die Aufstellung der Mannschaften bei der Schacholympiade der Frauen 1984 in Thessaloniki. Es beteiligten sich 51 Mannschaften, darunter eine B-Mannschaft des Gastgeberlandes. Sie absolvierten ein Turnier über 14 Runden im Schweizer System. Zu jedem Team gehörten drei Spielerinnen und maximal eine Ersatzspielerin. Für die Platzierung der Mannschaften waren die Brettpunkte vor der Buchholz-Wertung und den Mannschaftspunkten maßgeblich.

## Mannschaften

### 1. Sowjetunion
| Platz | Land                 | G  | R | V | Brettp. | Mannschaftsp. |
| ----- | -------------------- | -- | - | - | ------- | ------------- |
| 1     | Sowjetunion          | 12 | 2 | 0 | 32      | 26            |
| Brett | Spielerin            | G  | R | V | Punkte  | Partien       |
| 1     | Maia Tschiburdanidse | 04 | 7 | 0 | 7,5     | 11            |
| 2     | Irina Levitina       | 03 | 7 | 1 | 6,5     | 11            |
| 3     | Nona Gaprindaschwili | 07 | 3 | 0 | 8,5     | 10            |
| R     | Lydyja Semenowa      | 09 | 1 | 0 | 9,5     | 10            |

### 2. Bulgarien
| Platz | Land                   | G | R | V | Brettp. | Mannschaftsp. |
| ----- | ---------------------- | - | - | - | ------- | ------------- |
| 2     | Bulgarien              | 8 | 3 | 3 | 27,5    | 19            |
| Brett | Spielerin              | G | R | V | Punkte  | Partien       |
| 1     | Margarita Wojska       | 7 | 3 | 2 | 8,5     | 12            |
| 2     | Rumjana Gotschewa      | 3 | 4 | 2 | 5       | 9             |
| 3     | Pawlina Tschilingirowa | 5 | 7 | 0 | 8,5     | 12            |
| R     | Stefka Savova          | 4 | 3 | 2 | 5,5     | 9             |

### 3. Rumänien
| Platz | Land                   | G | R  | V | Brettp. | Mannschaftsp. |
| ----- | ---------------------- | - | -- | - | ------- | ------------- |
| 3     | Rumänien               | 9 | 03 | 2 | 27      | 21            |
| Brett | Spielerin              | G | R  | V | Punkte  | Partien       |
| 1     | Margareta Mureșan      | 2 | 11 | 0 | 7,5     | 13            |
| 2     | Elisabeta Polihroniade | 6 | 06 | 1 | 9       | 13            |
| 3     | Daniela Nuţu           | 8 | 03 | 3 | 9,5     | 14            |
| R     | Gabriela Olăraşu       | 0 | 02 | 0 | 1       | 2             |

### 4. Deutschland
| Platz | Land               | G | R | V | Brettp. | Mannschaftsp. |
| ----- | ------------------ | - | - | - | ------- | ------------- |
| 4     | BR Deutschland     | 8 | 3 | 3 | 26      | 19            |
| Brett | Spielerin          | G | R | V | Punkte  | Partien       |
| 1     | Barbara Hund       | 3 | 7 | 1 | 6,5     | 11            |
| 2     | Gisela Fischdick   | 5 | 2 | 3 | 6       | 10            |
| 3     | Štěpánka Vokřálová | 5 | 5 | 1 | 7,5     | 11            |
| R     | Petra Feustel      | 5 | 2 | 3 | 6       | 10            |

### 5. China
| Platz | Land                | G | R | V | Brettp. | Mannschaftsp. |
| ----- | ------------------- | - | - | - | ------- | ------------- |
| 5     | Volksrepublik China | 8 | 2 | 4 | 26      | 18            |
| Brett | Spielerin           | G | R | V | Punkte  | Partien       |
| 1     | Liu Shilan          | 3 | 7 | 3 | 6,5     | 13            |
| 2     | Wu Mingqian         | 5 | 7 | 1 | 8,5     | 13            |
| 3     | An Yangfeng         | 8 | 0 | 3 | 8       | 11            |
| R     | Zhao Lan            | 2 | 2 | 1 | 3       | 5             |

### 6. Ungarn
| Platz | Land                   | G | R | V | Brettp. | Mannschaftsp. |
| ----- | ---------------------- | - | - | - | ------- | ------------- |
| 6     | Ungarn                 | 6 | 4 | 4 | 25      | 16            |
| Brett | Spielerin              | G | R | V | Punkte  | Partien       |
| 1     | Zsuzsa Verőci-Petronić | 6 | 7 | 0 | 9,5     | 13            |
| 2     | Mária Ivánka           | 2 | 3 | 5 | 3,5     | 10            |
| 3     | Ildikó Mádl            | 7 | 2 | 2 | 8       | 11            |
| R     | Rita Kas               | 3 | 2 | 3 | 4       | 8             |

### 7. Polen
| Platz | Land                    | G | R | V | Brettp. | Mannschaftsp. |
| ----- | ----------------------- | - | - | - | ------- | ------------- |
| 7     | Polen                   | 5 | 6 | 3 | 24,5    | 16            |
| Brett | Spielerin               | G | R | V | Punkte  | Partien       |
| 1     | Hanna Ereńska-Radzewska | 4 | 6 | 2 | 7       | 12            |
| 2     | Agnieszka Brustman      | 5 | 7 | 1 | 8,5     | 13            |
| 3     | Małgorzata Wiese        | 4 | 3 | 4 | 5,5     | 11            |
| R     | Grażyna Szmacińska      | 3 | 1 | 2 | 3,5     | 6             |

### 8. England
| Platz | Land            | G | R | V | Brettp. | Mannschaftsp. |
| ----- | --------------- | - | - | - | ------- | ------------- |
| 8     | England         | 6 | 4 | 4 | 24,5    | 16            |
| Brett | Spielerin       | G | R | V | Punkte  | Partien       |
| 1     | Jana Miles      | 6 | 5 | 2 | 8,5     | 13            |
| 2     | Sheila Jackson  | 5 | 7 | 2 | 8,5     | 14            |
| 3     | Clare Whitehead | 2 | 1 | 3 | 2,5     | 6             |
| R     | Susan Walker    | 4 | 2 | 3 | 5       | 9             |

### 9. Jugoslawien
| Platz | Land              | G | R | V | Brettp. | Mannschaftsp. |
| ----- | ----------------- | - | - | - | ------- | ------------- |
| 9     | Jugoslawien       | 7 | 3 | 4 | 24      | 17            |
| Brett | Spielerin         | G | R | V | Punkte  | Partien       |
| 1     | Milunka Lazarević | 3 | 3 | 4 | 4,5     | 10            |
| 2     | Marija Petrović   | 5 | 4 | 3 | 7       | 12            |
| 3     | Suzana Maksimović | 5 | 2 | 4 | 6       | 11            |
| R     | Gordana Marković  | 5 | 3 | 1 | 6,5     | 9             |

### 10. Spanien
| Platz | Land                         | G | R | V | Brettp. | Mannschaftsp. |
| ----- | ---------------------------- | - | - | - | ------- | ------------- |
| 10    | Spanien                      | 5 | 5 | 4 | 24      | 15            |
| Brett | Spielerin                    | G | R | V | Punkte  | Partien       |
| 1     | Nieves García Vicente        | 5 | 5 | 1 | 7,5     | 11            |
| 2     | María Luisa Cuevas Rodríguez | 4 | 4 | 4 | 6       | 12            |
| 3     | Pepita Ferrer Lucas          | 5 | 3 | 4 | 6,5     | 12            |
| R     | Teresa Canela Giménez        | 3 | 2 | 2 | 4       | 7             |

### 11. Niederlande
| Platz | Land                   | G  | R | V | Brettp. | Mannschaftsp. |
| ----- | ---------------------- | -- | - | - | ------- | ------------- |
| 11    | Niederlande            | 10 | 0 | 4 | 23,5    | 20            |
| Brett | Spielerin              | G  | R | V | Punkte  | Partien       |
| 1     | Alexandra van der Mije | 03 | 6 | 3 | 6       | 12            |
| 2     | Carla Bruinenberg      | 05 | 2 | 4 | 6       | 11            |
| 3     | Heleen de Greef        | 06 | 2 | 2 | 7       | 10            |
| R     | Erika Belle            | 03 | 3 | 3 | 4,5     | 9             |

### 12. Schweiz
| Platz | Land               | G | R | V | Brettp. | Mannschaftsp. |
| ----- | ------------------ | - | - | - | ------- | ------------- |
| 12    | Schweiz            | 6 | 3 | 5 | 23,5    | 15            |
| Brett | Spielerin          | G | R | V | Punkte  | Partien       |
| 1     | Tatjana Lematschko | 6 | 7 | 0 | 9,5     | 13            |
| 2     | Claude Baumann     | 4 | 2 | 6 | 5       | 12            |
| 3     | Vanda Bilinski     | 0 | 3 | 4 | 1,5     | 7             |
| R     | Erika Vogel        | 7 | 1 | 2 | 7,5     | 10            |

### 13. USA
| Platz | Land               | G | R | V | Brettp. | Mannschaftsp. |
| ----- | ------------------ | - | - | - | ------- | ------------- |
| 13    | Vereinigte Staaten | 8 | 1 | 5 | 23,5    | 17            |
| Brett | Spielerin          | G | R | V | Punkte  | Partien       |
| 1     | Diane Savereide    | 5 | 4 | 4 | 7       | 13            |
| 2     | Inna Izrailov      | 3 | 2 | 4 | 4       | 9             |
| 3     | Ivona Jezierska    | 3 | 1 | 5 | 3,5     | 9             |
| R     | Rachel Crotto      | 8 | 2 | 1 | 9       | 11            |

### 14. Kuba
| Platz | Land                 | G | R | V | Brettp. | Mannschaftsp. |
| ----- | -------------------- | - | - | - | ------- | ------------- |
| 14    | Kuba                 | 7 | 3 | 4 | 23,5    | 17            |
| Brett | Spielerin            | G | R | V | Punkte  | Partien       |
| 1     | Vivian Ramón Pita    | 5 | 7 | 2 | 8,5     | 14            |
| 2     | Asela de Armas Pérez | 2 | 5 | 4 | 4,5     | 11            |
| 3     | Zirka Frometa        | 6 | 1 | 4 | 6,5     | 11            |
| R     | Tania Hernández      | 4 | 0 | 2 | 4       | 6             |

### 15. Schweden
| Platz | Land                        | G | R | V | Brettp. | Mannschaftsp. |
| ----- | --------------------------- | - | - | - | ------- | ------------- |
| 15    | Schweden                    | 5 | 6 | 3 | 23      | 16            |
| Brett | Spielerin                   | G | R | V | Punkte  | Partien       |
| 1     | Pia Cramling                | 8 | 5 | 0 | 10,5    | 13            |
| 2     | Borislava Borisova-Ornstein | 4 | 3 | 3 | 5,5     | 10            |
| 3     | Jolanta Dahlin              | 1 | 4 | 4 | 3       | 9             |
| R     | Eva Johansson               | 3 | 2 | 5 | 4       | 10            |

### 16. Indien
| Platz | Land                      | G | R | V | Brettp. | Mannschaftsp. |
| ----- | ------------------------- | - | - | - | ------- | ------------- |
| 16    | Indien                    | 8 | 0 | 6 | 22,5    | 16            |
| Brett | Spielerin                 | G | R | V | Punkte  | Partien       |
| 1     | Rohini Khadilkar          | 4 | 7 | 3 | 7,5     | 14            |
| 2     | Bhagyashree Sathe Thipsay | 4 | 3 | 1 | 5,5     | 8             |
| 3     | Vasanti Khadilkar         | 3 | 1 | 4 | 3,5     | 8             |
| R     | Jayshree Khadilkar        | 3 | 6 | 3 | 6       | 12            |

### 17. Kanada
| Platz | Land             | G | R | V | Brettp. | Mannschaftsp. |
| ----- | ---------------- | - | - | - | ------- | ------------- |
| 17    | Kanada           | 8 | 0 | 6 | 22      | 16            |
| Brett | Spielerin        | G | R | V | Punkte  | Partien       |
| 1     | Nava Shterenberg | 7 | 2 | 3 | 8       | 12            |
| 2     | Céline Roos      | 7 | 5 | 1 | 9,5     | 13            |
| 3     | Vesma Baltgailis | 4 | 0 | 6 | 4       | 10            |
| R     | Diane Mongeau    | 0 | 1 | 6 | 0,5     | 7             |

### 18. Frankreich
| Platz | Land                        | G | R | V | Brettp. | Mannschaftsp. |
| ----- | --------------------------- | - | - | - | ------- | ------------- |
| 18    | Frankreich                  | 7 | 2 | 5 | 22      | 16            |
| Brett | Spielerin                   | G | R | V | Punkte  | Partien       |
| 1     | Nicole Tagnon               | 4 | 3 | 6 | 5,5     | 13            |
| 2     | Julia Lebel-Arias           | 4 | 5 | 4 | 6,5     | 13            |
| 3     | Isabelle Kientzler-Guerlain | 3 | 3 | 3 | 4,5     | 9             |
| R     | Monique Ruck-Petit          | 5 | 1 | 1 | 5,5     | 7             |

### 19. Brasilien
| Platz | Land             | G | R | V | Brettp. | Mannschaftsp. |
| ----- | ---------------- | - | - | - | ------- | ------------- |
| 19    | Brasilien        | 6 | 1 | 7 | 22      | 13            |
| Brett | Spielerin        | G | R | V | Punkte  | Partien       |
| 1     | Regina Ribeiro   | 5 | 3 | 6 | 6,5     | 14            |
| 2     | Joara Chaves     | 3 | 5 | 6 | 5,5     | 14            |
| 3     | Jussara Chaves   | 9 | 0 | 1 | 9       | 10            |
| R     | Norma Snitkowsky | 1 | 0 | 3 | 1       | 4             |

### 20. Schottland
| Platz | Land           | G | R | V | Brettp. | Mannschaftsp. |
| ----- | -------------- | - | - | - | ------- | ------------- |
| 20    | Schottland     | 6 | 2 | 6 | 22      | 14            |
| Brett | Spielerin      | G | R | V | Punkte  | Partien       |
| 1     | Helen Milligan | 3 | 6 | 3 | 6       | 12            |
| 2     | Alison Coull   | 5 | 4 | 2 | 7       | 11            |
| 3     | Alison Condie  | 3 | 5 | 2 | 5,5     | 10            |
| R     | Alison McLure  | 1 | 5 | 3 | 3,5     | 9             |

### 21. Portugal
| Platz | Land                  | G | R | V | Brettp. | Mannschaftsp. |
| ----- | --------------------- | - | - | - | ------- | ------------- |
| 21    | Portugal              | 5 | 1 | 7 | 22      | 13            |
| Brett | Spielerin             | G | R | V | Punkte  | Partien       |
| 1     | Isabel Pereira Santos | 4 | 1 | 6 | 4,5     | 11            |
| 2     | Aida Ferreira         | 4 | 3 | 4 | 5,5     | 11            |
| 3     | Luz Vilas Boas        | 6 | 2 | 2 | 7       | 10            |
| R     | M. Núñez Guzmán       | 3 | 1 | 3 | 3,5     | 7             |

Die Mannschaft erhielt in der achten Runde ein Freilos, welches mit zwei Mannschafts- und 1,5 Brettpunkten bewertet wurde.

### 22. Kolumbien
| Platz | Land                       | G | R | V | Brettp. | Mannschaftsp. |
| ----- | -------------------------- | - | - | - | ------- | ------------- |
| 22    | Kolumbien                  | 7 | 0 | 7 | 21,5    | 14            |
| Brett | Spielerin                  | G | R | V | Punkte  | Partien       |
| 1     | Adriana Salazar Varón      | 8 | 0 | 6 | 8       | 14            |
| 2     | Ilse Guggenberger          | 6 | 2 | 6 | 7       | 14            |
| 3     | Marta Rendón               | 5 | 1 | 7 | 5,5     | 13            |
| R     | Gloria Ines Maya de Alzate | 1 | 0 | 0 | 1       | 1             |

### 23. Wales
| Platz | Land          | G | R | V | Brettp. | Mannschaftsp. |
| ----- | ------------- | - | - | - | ------- | ------------- |
| 23    | Wales         | 6 | 1 | 7 | 21,5    | 13            |
| Brett | Spielerin     | G | R | V | Punkte  | Partien       |
| 1     | Jane Garwell  | 5 | 5 | 3 | 7,5     | 13            |
| 2     | Deborah Evans | 4 | 4 | 3 | 6       | 11            |
| 3     | Lynda Powell  | 3 | 1 | 5 | 3,5     | 9             |
| R     | Diane James   | 3 | 3 | 3 | 4,5     | 9             |

### 24. Dänemark
| Platz | Land         | G | R | V | Brettp. | Mannschaftsp. |
| ----- | ------------ | - | - | - | ------- | ------------- |
| 24    | Dänemark     | 7 | 1 | 6 | 21,5    | 15            |
| Brett | Spielerin    | G | R | V | Punkte  | Partien       |
| 1     | Merete Haahr | 2 | 1 | 8 | 2,5     | 11            |
| 2     | Tine Berg    | 7 | 1 | 3 | 7,5     | 11            |
| 3     | P. Sørensen  | 2 | 7 | 1 | 5,5     | 10            |
| R     | Maj Theander | 4 | 4 | 2 | 6       | 10            |

### 25. Dominikanische Republik
| Platz | Land                    | G | R | V | Brettp. | Mannschaftsp. |
| ----- | ----------------------- | - | - | - | ------- | ------------- |
| 25    | Dominikanische Republik | 5 | 3 | 6 | 21,5    | 13            |
| Brett | Spielerin               | G | R | V | Punkte  | Partien       |
| 1     | Sayonara Baez           | 4 | 3 | 4 | 5,5     | 11            |
| 2     | Ana Esther García       | 6 | 2 | 4 | 7       | 12            |
| 3     | J. Cortorreal           | 3 | 2 | 3 | 4       | 8             |
| R     | Eneida Pérez            | 4 | 2 | 5 | 5       | 11            |

### 26. Norwegen
| Platz | Land           | G | R | V | Brettp. | Mannschaftsp. |
| ----- | -------------- | - | - | - | ------- | ------------- |
| 26    | Norwegen       | 6 | 0 | 7 | 21,5    | 14            |
| Brett | Spielerin      | G | R | V | Punkte  | Partien       |
| 1     | Ingrid Dahl    | 3 | 4 | 3 | 5       | 10            |
| 2     | Mary Klingen   | 4 | 2 | 4 | 5       | 10            |
| 3     | Anne de Linde  | 5 | 4 | 2 | 7       | 11            |
| R     | Sylvia Johnsen | 2 | 2 | 4 | 3       | 8             |

Die Mannschaft erhielt in der elften Runde ein Freilos, welches mit zwei Mannschafts- und 1,5 Brettpunkten bewertet wurde.

### 27. Griechenland
| Platz | Land           | G | R | V | Brettp. | Mannschaftsp. |
| ----- | -------------- | - | - | - | ------- | ------------- |
| 27    | Griechenland   | 6 | 2 | 6 | 21      | 14            |
| Brett | Spielerin      | G | R | V | Punkte  | Partien       |
| 1     | Eva Kondou     | 7 | 2 | 5 | 8       | 14            |
| 2     | Katerina Nika  | 3 | 1 | 5 | 3,5     | 9             |
| 3     | Froso Kasioura | 6 | 3 | 3 | 7,5     | 12            |
| R     | Maria Petraki  | 1 | 2 | 4 | 2       | 7             |

### 28. Island
| Platz | Land                      | G | R | V | Brettp. | Mannschaftsp. |
| ----- | ------------------------- | - | - | - | ------- | ------------- |
| 28    | Island                    | 6 | 1 | 7 | 21      | 13            |
| Brett | Spielerin                 | G | R | V | Punkte  | Partien       |
| 1     | Guðlaug Þorsteinsdóttir   | 4 | 5 | 5 | 6,5     | 14            |
| 2     | Ólöf Þráinsdóttir         | 5 | 3 | 6 | 6,5     | 14            |
| 3     | Sigurlaug Friðþjófsdóttir | 7 | 2 | 5 | 8       | 14            |

### 29. Italien
| Platz | Land                | G | R | V | Brettp. | Mannschaftsp. |
| ----- | ------------------- | - | - | - | ------- | ------------- |
| 29    | Italien             | 7 | 2 | 5 | 21      | 16            |
| Brett | Spielerin           | G | R | V | Punkte  | Partien       |
| 1     | Rosaria Iacono      | 3 | 2 | 4 | 4       | 9             |
| 2     | Rita Gramignani     | 3 | 6 | 2 | 6       | 11            |
| 3     | Annamaria Deghenghi | 3 | 4 | 4 | 5       | 11            |
| R     | Giuliana Fittante   | 5 | 2 | 4 | 6       | 11            |

### 30. Österreich
| Platz | Land               | G | R | V | Brettp. | Mannschaftsp. |
| ----- | ------------------ | - | - | - | ------- | ------------- |
| 30    | Österreich         | 6 | 2 | 6 | 21      | 14            |
| Brett | Spielerin          | G | R | V | Punkte  | Partien       |
| 1     | Helene Mira        | 8 | 3 | 3 | 9,5     | 14            |
| 2     | Maria Horvath      | 3 | 4 | 6 | 5       | 13            |
| 3     | Alfreda Hausner    | 2 | 7 | 4 | 5,5     | 13            |
| R     | Ingeborg Kattinger | 1 | 0 | 1 | 1       | 2             |

### 31. Finnland
| Platz | Land                | G | R | V | Brettp. | Mannschaftsp. |
| ----- | ------------------- | - | - | - | ------- | ------------- |
| 31    | Finnland            | 5 | 3 | 6 | 21      | 13            |
| Brett | Spielerin           | G | R | V | Punkte  | Partien       |
| 1     | Leena Laitinen      | 2 | 3 | 4 | 3,5     | 9             |
| 2     | Marjatta Kujasalo   | 3 | 1 | 6 | 3,5     | 10            |
| 3     | Sirkka-Liisa Landry | 3 | 8 | 1 | 7       | 12            |
| R     | Pirkko Pihlajamäki  | 5 | 4 | 2 | 7       | 11            |

### 32. Malaysia
| Platz | Land           | G | R | V | Brettp. | Mannschaftsp. |
| ----- | -------------- | - | - | - | ------- | ------------- |
| 32    | Malaysia       | 6 | 3 | 5 | 21      | 15            |
| Brett | Spielerin      | G | R | V | Punkte  | Partien       |
| 1     | Audrey Wong    | 4 | 7 | 3 | 7,5     | 14            |
| 2     | Seto Wai Ling  | 2 | 6 | 4 | 5       | 12            |
| 3     | K. Vimalavathy | 6 | 3 | 4 | 7,5     | 13            |
| R     | Ong Y. M.      | 1 | 0 | 2 | 1       | 3             |

### 33. Indonesien
| Platz | Land                  | G | R | V | Brettp. | Mannschaftsp. |
| ----- | --------------------- | - | - | - | ------- | ------------- |
| 33    | Indonesien            | 6 | 3 | 5 | 20,5    | 15            |
| Brett | Spielerin             | G | R | V | Punkte  | Partien       |
| 1     | Lindri Juni Wijayanti | 2 | 4 | 5 | 4       | 11            |
| 2     | Darmayanti Tamin      | 6 | 7 | 1 | 9,5     | 14            |
| 3     | Nanik Wijaya          | 3 | 7 | 3 | 6,5     | 13            |
| R     | R. Nurjanah           | 0 | 1 | 3 | 0,5     | 4             |

### 34. Australien
| Platz | Land                | G | R | V | Brettp. | Mannschaftsp. |
| ----- | ------------------- | - | - | - | ------- | ------------- |
| 34    | Australien          | 5 | 4 | 5 | 20,5    | 14            |
| Brett | Spielerin           | G | R | V | Punkte  | Partien       |
| 1     | Anne Slavotinek     | 5 | 3 | 2 | 6,5     | 10            |
| 2     | Narelle Kellner     | 3 | 3 | 5 | 4,5     | 11            |
| 3     | Marion Mott-McGrath | 3 | 2 | 5 | 4       | 10            |
| R     | Anne Martin         | 3 | 5 | 3 | 5,5     | 11            |

### 35. Argentinien
| Platz | Land           | G | R | V | Brettp. | Mannschaftsp. |
| ----- | -------------- | - | - | - | ------- | ------------- |
| 35    | Argentinien    | 6 | 1 | 7 | 20,5    | 13            |
| Brett | Spielerin      | G | R | V | Punkte  | Partien       |
| 1     | Virginia Justo | 7 | 3 | 1 | 8,5     | 11            |
| 2     | Marina Rizzo   | 5 | 1 | 6 | 5,5     | 12            |
| 3     | Matilde Cazón  | 3 | 2 | 5 | 4       | 10            |
| R     | Ada Vaschetti  | 0 | 5 | 4 | 2,5     | 9             |

### 36. Griechenland B
| Platz | Land           | G | R | V | Brettp. | Mannschaftsp. |
| ----- | -------------- | - | - | - | ------- | ------------- |
| 36    | Griechenland B | 4 | 4 | 6 | 20,5    | 12            |
| Brett | Spielerin      | G | R | V | Punkte  | Partien       |
| 1     | K. Mihailidou  | 2 | 6 | 4 | 5       | 12            |
| 2     | A. Efremoglou  | 1 | 1 | 5 | 1,5     | 7             |
| 3     | M. Mihailidou  | 5 | 3 | 4 | 6,5     | 12            |
| R     | M. Limbertou   | 6 | 3 | 2 | 7,5     | 11            |

### 37. Belgien
| Platz | Land               | G | R | V | Brettp. | Mannschaftsp. |
| ----- | ------------------ | - | - | - | ------- | ------------- |
| 37    | Belgien            | 5 | 3 | 5 | 20,5    | 15            |
| Brett | Spielerin          | G | R | V | Punkte  | Partien       |
| 1     | Simonne Peeters    | 2 | 2 | 5 | 3       | 9             |
| 2     | Ilona Maseyczik    | 5 | 1 | 4 | 5,5     | 10            |
| 3     | Chantal Vandevoort | 2 | 5 | 3 | 4,5     | 10            |
| R     | Viviane Caels      | 3 | 6 | 1 | 6       | 10            |

Die Mannschaft erhielt in der siebenten Runde ein Freilos, welches mit zwei Mannschafts- und 1,5 Brettpunkten bewertet wurde.

### 38. Irland
| Platz | Land              | G | R | V | Brettp. | Mannschaftsp. |
| ----- | ----------------- | - | - | - | ------- | ------------- |
| 38    | Irland            | 5 | 2 | 6 | 20,5    | 14            |
| Brett | Spielerin         | G | R | V | Punkte  | Partien       |
| 1     | April Cronin      | 4 | 4 | 5 | 6       | 13            |
| 2     | Suzanne Connolly  | 3 | 8 | 2 | 7       | 13            |
| 3     | Máiréad O’Siochrú | 4 | 4 | 5 | 6       | 13            |

Die Mannschaft erhielt in der zwölften Runde ein Freilos, welches mit zwei Mannschafts- und 1,5 Brettpunkten bewertet wurde. Die Ersatzspielerin Moira Murphy wurde im Turnierverlauf nicht eingesetzt.

### 39. Mexiko
| Platz | Land              | G | R | V | Brettp. | Mannschaftsp. |
| ----- | ----------------- | - | - | - | ------- | ------------- |
| 39    | Mexiko            | 6 | 3 | 5 | 20      | 15            |
| Brett | Spielerin         | G | R | V | Punkte  | Partien       |
| 1     | Hilda Acevedo     | 6 | 4 | 2 | 8       | 12            |
| 2     | Norma Carvajal    | 2 | 5 | 4 | 4,5     | 11            |
| 3     | Margarita Fuentes | 0 | 4 | 4 | 2       | 8             |
| R     | María Bedolla Luz | 4 | 3 | 4 | 5,5     | 11            |

### 40. Neuseeland
| Platz | Land            | G | R | V | Brettp. | Mannschaftsp. |
| ----- | --------------- | - | - | - | ------- | ------------- |
| 40    | Neuseeland      | 5 | 1 | 7 | 20      | 13            |
| Brett | Spielerin       | G | R | V | Punkte  | Partien       |
| 1     | Fenella Foster  | 5 | 1 | 4 | 5,5     | 10            |
| 2     | Winsome Stretch | 2 | 0 | 8 | 2       | 10            |
| 3     | Vivian Smith    | 5 | 4 | 0 | 7       | 9             |
| R     | Lynn Parlane    | 3 | 2 | 5 | 4       | 10            |

Die Mannschaft erhielt in der zehnten Runde ein Freilos, welches mit zwei Mannschafts- und 1,5 Brettpunkten bewertet wurde.

### 41. Japan
| Platz | Land           | G | R | V | Brettp. | Mannschaftsp. |
| ----- | -------------- | - | - | - | ------- | ------------- |
| 41    | Japan          | 3 | 4 | 7 | 19,5    | 10            |
| Brett | Spielerin      | G | R | V | Punkte  | Partien       |
| 1     | Naoko Takemoto | 3 | 2 | 7 | 4       | 12            |
| 2     | Miyoko Watai   | 2 | 8 | 3 | 6       | 13            |
| 3     | Emiko Nakagawa | 4 | 8 | 2 | 8       | 14            |
| R     | Y. Matsui      | 0 | 3 | 0 | 1,5     | 3             |

### 42. Türkei
| Platz | Land            | G | R | V | Brettp. | Mannschaftsp. |
| ----- | --------------- | - | - | - | ------- | ------------- |
| 42    | Türkei          | 5 | 2 | 6 | 19,5    | 14            |
| Brett | Spielerin       | G | R | V | Punkte  | Partien       |
| 1     | Gülümser Yılmaz | 2 | 0 | 8 | 2       | 10            |
| 2     | Gülsevil Yılmaz | 3 | 3 | 4 | 4,5     | 10            |
| 3     | Joan Arbil      | 4 | 4 | 2 | 6       | 10            |
| R     | N. Öney         | 3 | 5 | 1 | 5,5     | 9             |

Die Mannschaft erhielt in der vorletzten Runde ein Freilos, welches mit zwei Mannschafts- und 1,5 Brettpunkten bewertet wurde.

### 43. Irak
| Platz | Land         | G | R | V | Brettp. | Mannschaftsp. |
| ----- | ------------ | - | - | - | ------- | ------------- |
| 43    | Irak         | 5 | 3 | 5 | 19,5    | 15            |
| Brett | Spielerin    | G | R | V | Punkte  | Partien       |
| 1     | W. Frmesk    | 5 | 4 | 4 | 7       | 13            |
| 2     | J. Peyman    | 5 | 4 | 4 | 7       | 13            |
| 3     | Joanne Jamal | 2 | 4 | 7 | 4       | 13            |

Die Mannschaft erhielt in der neunten Runde ein Freilos, welches mit zwei Mannschafts- und 1,5 Brettpunkten bewertet wurde.

### 44. Ägypten
| Platz | Land                 | G | R | V | Brettp. | Mannschaftsp. |
| ----- | -------------------- | - | - | - | ------- | ------------- |
| 44    | Ägypten              | 5 | 3 | 6 | 18,5    | 13            |
| Brett | Spielerin            | G | R | V | Punkte  | Partien       |
| 1     | Faridah Basta Sohair | 5 | 2 | 5 | 6       | 12            |
| 2     | A. Samy Maha         | 4 | 2 | 6 | 5       | 12            |
| 3     | Hala Ibrahim         | 3 | 3 | 5 | 4,5     | 11            |
| R     | Nagwa Farag          | 2 | 2 | 3 | 3       | 7             |

### 45. Guatemala
| Platz | Land                       | G | R | V | Brettp. | Mannschaftsp. |
| ----- | -------------------------- | - | - | - | ------- | ------------- |
| 45    | Guatemala                  | 3 | 3 | 7 | 18,5    | 11            |
| Brett | Spielerin                  | G | R | V | Punkte  | Partien       |
| 1     | Silvia Carolina Mazariegos | 3 | 5 | 5 | 5,5     | 13            |
| 2     | Rosa María Juárez          | 3 | 6 | 3 | 6       | 12            |
| 3     | U. Roldán                  | 1 | 3 | 4 | 2,5     | 8             |
| R     | D. Sarazua                 | 2 | 2 | 2 | 3       | 6             |

Die Mannschaft erhielt in der letzten Runde ein Freilos, welches mit zwei Mannschafts- und 1,5 Brettpunkten bewertet wurde.

### 46. Vereinigte Arabische Emirate
| Platz | Land                         | G | R | V | Brettp. | Mannschaftsp. |
| ----- | ---------------------------- | - | - | - | ------- | ------------- |
| 46    | Vereinigte Arabische Emirate | 4 | 1 | 8 | 16,5    | 11            |
| Brett | Spielerin                    | G | R | V | Punkte  | Partien       |
| 1     | N. Saleh                     | 3 | 4 | 6 | 5       | 13            |
| 2     | Fraidah Karim                | 4 | 3 | 6 | 5,5     | 13            |
| 3     | Amal Karim                   | 2 | 2 | 5 | 3       | 9             |
| R     | L. Said                      | 1 | 1 | 2 | 1,5     | 4             |

Die Mannschaft erhielt in der sechsten Runde ein Freilos, welches mit zwei Mannschafts- und 1,5 Brettpunkten bewertet wurde.

### 47. Hongkong
| Platz | Land             | G | R | V | Brettp. | Mannschaftsp. |
| ----- | ---------------- | - | - | - | ------- | ------------- |
| 47    | Hongkong         | 2 | 4 | 7 | 15,5    | 10            |
| Brett | Spielerin        | G | R | V | Punkte  | Partien       |
| 1     | Ho Yin Ping      | 5 | 1 | 7 | 5,5     | 13            |
| 2     | Tse Yue Ning     | 4 | 1 | 6 | 4,5     | 11            |
| 3     | Lan Au Yeung Suk | 2 | 3 | 6 | 3,5     | 11            |
| R     | J. Loignon       | 0 | 1 | 3 | 0,5     | 4             |

Die Mannschaft erhielt in der vierten Runde ein Freilos, welches mit zwei Mannschafts- und 1,5 Brettpunkten bewertet wurde.

### 48. Trinidad und Tobago
| Platz | Land                | G | R | V | Brettp. | Mannschaftsp. |
| ----- | ------------------- | - | - | - | ------- | ------------- |
| 48    | Trinidad und Tobago | 3 | 1 | 9 | 15      | 9             |
| Brett | Spielerin           | G | R | V | Punkte  | Partien       |
| 1     | Ayodele Moheni      | 4 | 4 | 5 | 6       | 13            |
| 2     | Marylin Geofroy     | 3 | 4 | 6 | 5       | 13            |
| 3     | A. Lezama           | 2 | 1 | 8 | 2,5     | 11            |
| R     | L. Alexander        | 0 | 0 | 2 | 0       | 2             |

Die Mannschaft erhielt in der fünften Runde ein Freilos, welches mit zwei Mannschafts- und 1,5 Brettpunkten bewertet wurde.

### 49. Jamaika
| Platz | Land          | G | R | V  | Brettp. | Mannschaftsp. |
| ----- | ------------- | - | - | -- | ------- | ------------- |
| 49    | Jamaika       | 1 | 2 | 10 | 10      | 6             |
| Brett | Spielerin     | G | R | V  | Punkte  | Partien       |
| 1     | Claire Clarke | 2 | 1 | 10 | 2,5     | 13            |
| 2     | M. Powell     | 0 | 2 | 10 | 1       | 12            |
| 3     | Hope Anderson | 4 | 2 | 07 | 5       | 13            |
| R     | K. Anderson   | 0 | 0 | 01 | 0       | 1             |

Die Mannschaft erhielt in der dritten Runde ein Freilos, welches mit zwei Mannschafts- und 1,5 Brettpunkten bewertet wurde.

### 50. Simbabwe
| Platz | Land              | G | R | V  | Brettp. | Mannschaftsp. |
| ----- | ----------------- | - | - | -- | ------- | ------------- |
| 50    | Simbabwe          | 1 | 1 | 11 | 8,5     | 5             |
| Brett | Spielerin         | G | R | V  | Punkte  | Partien       |
| 1     | C. Brooke         | 2 | 2 | 09 | 3       | 13            |
| 2     | O. Patton         | 1 | 2 | 10 | 2       | 13            |
| 3     | Prashilla Narsing | 1 | 2 | 10 | 2       | 13            |

Die Mannschaft erhielt in der ersten Runde ein Freilos, welches mit zwei Mannschafts- und 1,5 Brettpunkten bewertet wurde. Die Ersatzspielerin R. Katz wurde während der Olympiade nicht eingesetzt.

### 51. Amerikanische Jungferninseln
| Platz | Land                         | G | R | V  | Brettp. | Mannschaftsp. |
| ----- | ---------------------------- | - | - | -- | ------- | ------------- |
| 51    | Amerikanische Jungferninseln | 0 | 1 | 12 | 3,5     | 3             |
| Brett | Spielerin                    | G | R | V  | Punkte  | Partien       |
| 1     | Gail Widmer                  | 0 | 0 | 10 | 0       | 10            |
| 2     | Francis Hasson               | 1 | 0 | 07 | 1       | 8             |
| 3     | Diane Warlick                | 0 | 1 | 09 | 0,5     | 10            |
| R     | K. Turner                    | 0 | 1 | 10 | 0,5     | 11            |

Die Mannschaft erhielt in der zweiten Runde ein Freilos, welches mit 2 Mannschafts- und 1,5 Brettpunkten bewertet wurde.